# مودي بروك لوفيل
مودي بروك لوفيل هو سياسي كندي، ولد في 11 أبريل 1853، وتوفي في 29 يناير 1902 في بورتلاند في الولايات المتحدة. نشط حزبياً في حزب كيبيك الليبرالي. وقد انتخب عضو الجمعية الوطنية في كيبك ‏.